# Daedalma oenotria
Daedalma oenotria är en fjärilsart som beskrevs av Gustav Weymer 1911. Daedalma oenotria ingår i släktet Daedalma och familjen praktfjärilar. Inga underarter finns listade i Catalogue of Life.